# Laboum
Le Laboum (라붐?) sono un gruppo musicale sudcoreano formatosi a Seul nel 2014.

## Nome
Il loro nome è preso dal termine francese che significa "la festa".

## Storia

### 2014: debutto conPetit Macaron
Nell'agosto 2014, la NH Media e la Nega Network annunciarono un imminente gruppo, che si era preparato per quattro anni. Il gruppo venne pubblicizzato come un gruppo gemello degli U-KISS della NH Media e le Brown Eyed Girls della Nega Network.
Le Laboum pubblicarono il loro album singolo di debutto Petit Macaron il 28 agosto 2014, in seguito all'uscita del loro video musicale per la lead track Pit-A-Pat il giorno prima. La canzone venne scritta da Seo Ji-eum, noto per successi come Electric Shock delle f(x) e Twinkle delle TaeTiSeo, e composta da Jung Jae-yeob.
Il 24 ottobre, le Laboum annunciarono che sarebbero tornate con Petit Macaron DATA PACK, una ristampa di Petit Macaron con contenuti digitali extra e una rielaborazione del brano What About You?. Il 31 ottobre, il gruppo tenne una performance al programma Music Bank e pubblicarono il video musicale della canzone, caratterizzato da un tema di bambola a orologeria. Petit Macaron DATA PACK venne poi pubblicato il 3 novembre.

### 2015:Sugar SugareAalow Aalow
Alla fine di febbraio 2015, ZN venne scelta per recitare al fianco di Kevin degli U-KISS in due episodi "Milky Love" del film About Love. Entrambi gli episodi sono stati rilasciati il 2 marzo su Naver TV Cast.
Il 16 marzo, le Laboum annunciarono che sarebbero tornatate con un concetto più maturo e rinfrescante in Sugar Sugar, che avrebbe caratterizzato un tema festa addormentato. Il loro secondo singolo album "Sugar Sugar" venne pubblicato il 14 agosto. Yujeong è stata ospite in un episodio del popolare programma radiofonico Kiss the Radio, ospitato dai Super Junior.
A giugno, Solbin venne scelta per la serie di varietà Her Secret Weapon. Lo spettacolo si è concentrato sui membri meno noti del gruppo e li classificarono in base alle loro prestazioni in determinati compiti che evidenziano le qualità che le idol femminili devono generare fan fedeli. Su dieci concorrenti, Solbin pareggiò con Taeha, membro delle Berry Good, al il sesto posto.
Il 26 novembre 2015, le Laboum caricarono un video teaser per il singolo Aalow Aalow sul canale YouTube ufficiale del gruppo. Il video venne pubblicato il 1 ° dicembre e caratterizzato da uno stile retrò elegante e al tempo stesso funky. Il 4 dicembre, Laboum tennero una performance per Aalow Aalow al programma musicale Music Bank. L'album singolo venne pubblicato ufficialmente 6 dicembre.

### 2016-2017:Fresh Adventure,Love Sign,Miss This Kisse l’abbandono di Yulhee

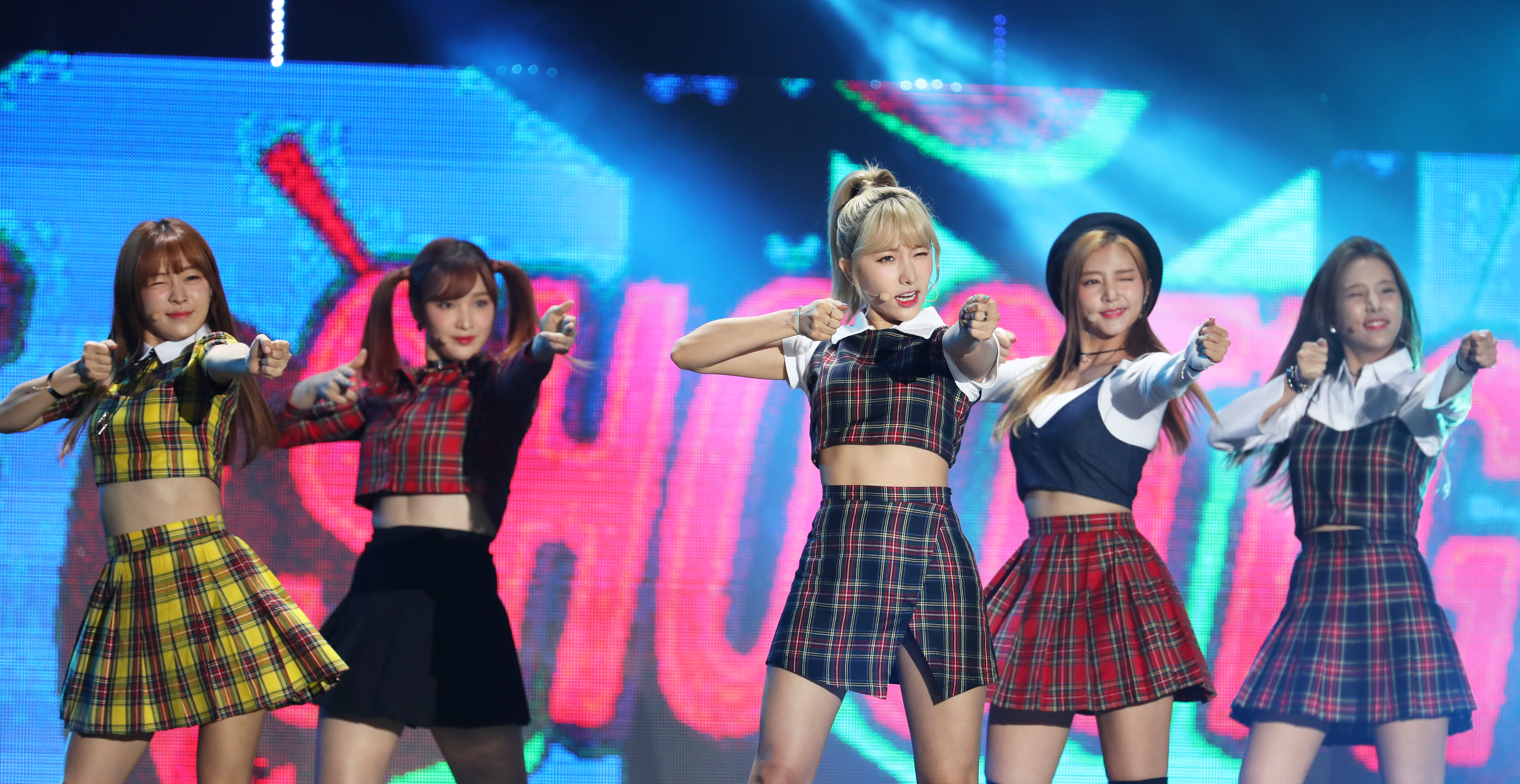
Il gruppo mentre si esibisce con Shooting Love nel 2016

Il 15 febbraio 2016, le Laboum lanciarono una campagna per finanziare il loro prossimo video musicale sulla piattaforma di crowdfunding Makestar. Tra gli altri premi, il gruppo ha offerto un titolo "Produttore onorario" nei crediti dei video musicali a coloro che hanno donato più di una cifra. La campagna ha raggiunto l'obiettivo di 8261 $ in sole quattro ore.
Alla fine la campagna sui makestar raccolse 27,832 $ - il 336,9% dell'obiettivo originale. Le Laboum pubblicarono il video musicale di "Journey to Atlantis", il quarto singolo album di accompagnamento Fresh Adventure il 6 aprile 2016.
Il 23 agosto 2016 uscì il primo EP delle Laboum, Love Sign. L'album contiene sei tracce, incluso il singolo Shooting Love.
Il 2 dicembre 2016, le Laboum pubblicarono un nuovo singolo digitale Winter Story.
Il 17 aprile 2017, pubblicarono il loro secondo EP Miss This Kiss, con la traccia principale "Hwi Hwi". Portarono a casa il loro primo premio musicale vinto al programma Music Bank il 28 aprile 2017, con "Hwi Hwi". L'album è stato crowdfunded sulla piattaforma Makestar; la campagna ha raccolto 75751,58 $ - 849,93% rispetto al suo obiettivo originale.
Il 25 luglio 2017, le Laboum pubblicarono il loro singolo estivo digitale Laboum Summer Special con il singolo Only You.
ZN, Yujeong e Haein apparvero al programma  Idol Rebooting Project The Unit,, che andò in onda per la prima volta il 28 ottobre 2017.
Il 3 novembre 2017, la NH Media confermò l’abbandono di Yulhee dal gruppo.

### 2018-oggi:Between Us, debutto giapponese eI'm Yours
Il 10 febbraio 2018, il finale per The Unit venne trasmesso in diretta al COEX Stadium, con ZN. ZN promosse brevemente come membro del gruppo di ragazze vincitrici dello spettacolo, UNI.T. Non fu in grado di prendere parte al secondo e ultimo album del gruppo, "Begin with the End" a causa degli orari contraddittori delle Laboum.
Il 9 luglio venne pubblicata un'immagine promozionale per il prossimo album singolo del gruppo, Between Us. Il giorno seguente fu rivelato che il singolo è stato prodotto dal membro Soyeon e che tutti e cinque i membri avrebbero partecipato a attività promozionali.
Il 7 novembre 2018, pubblicarono il loro singolo di debutto giapponese Hwi Hwi, sotto la Nippon Columbia. Il singolo raggiunse il n. 9 nelle classifiche di Oricon.
Il sesto album singolo delle Laboum venne pubblicato il 5 dicembre 2018 con la traccia principale "Turn It On."
L'8 settembre 2021, la leader del gruppo, Yujeong, ha annunciato sui social di aver deciso di non rinnovare il contratto con la NH Media e di aver ufficialmente lasciato le Laboum. Ha tuttavia affermato che il gruppo avrebbe comunque continuato la carriera come quartetto.

## Formazione
- Soyeon – voce (2014-presente)
- Jinyea – voce, rap (2014-presente)
- Haein – voce (2014-presente)
- Solbin – voce, rap (2014-presente)

Ex-membri
- Yulhee – voce, rap (2014-2017)
- Yujeong – leader, voce, rap (2014-2021)

## Discografia

### Album in studio
- 2019 – Love Pop Wow
- 2019 – Two of Us

### EP
- 2016 – Love Sign
- 2017 – Miss This Kiss
- 2021 – Blossom

### Singoli
- 2014 – Petit Macaron
- 2015 – Sugar Sugar
- 2015 – Aalow Aalow
- 2016 – Fresh Adventure
- 2016 – Winter Story
- 2017 – Only U
- 2018 – Between Us
- 2018 – I'm Yours
- 2019 – Winter++
- 2020 – Cheese
- 2021 – White Love

### Riedizioni
- 2014 – Petit Macaron: Data Pack

## Videografia
- 2014 – Pit-A-Pat
- 2014 – What About You?
- 2015 – Sugar Sugar
- 2015 – Aalow Aalow
- 2016 – Journey to Atlantis
- 2016 – Shooting Love
- 2016 – Winter Story
- 2017 – Hwi Hwi
- 2017 – Dobadob (Only U)
- 2018 – Between Us
- 2018 – Turn It On
- 2018 – Hwi Hwi (Japanese Ver)
- 2019 – Firework

## Filmografia

### Varietà
- Laboum TV (2016)

### Reality show
- Laboum project (2016)

## Riconoscimenti
- Korea Culture Entertainment Award[24]
  - 2018 – Premio K-pop Singer
  - 2019 – Premio K-pop Singer